# Кликс (Гросдубрау)
Кликс или Клюкш (нем. Klix; в.-луж. Klukšо файле) — деревня в Верхней Лужице, Германия. Входит в состав коммуны Гросдубрау района Баутцен в земле Саксония. Подчиняется административному округу Дрезден.

## География
Находится в южной части Лужицких озёр примерно в одиннадцати километрах северо-восточнее от города Баутцен. На востоке от деревни располагаются многочисленные рыбоводческие пруды, среди которых самым большим является Лукастайх. Через деревню проходит автомобильная дорога S101.
Именем деревни назван аэродром Flugplatz Klix, находящийся в южной части соседней деревни Зджар.
Соседние населённые пункты: на северо-востоке — деревня Лихань, на юго-востоке — деревня Залгов, на западе — деревня Брезына коммуны Мальшвиц и на северо-западе — деревня Зджар.

## История
Впервые упоминается в 1222 году под наименованием Klix.
До 1994 года была административным центром одноимённой коммуны. С 1994 года входит в современную коммуну Гросдубрау.
В настоящее время деревня входит в состав культурно-территориальной автономии «Лужицкая поселенческая область», на территории которой действуют законодательные акты земель Саксонии и Бранденбурга, содействующие сохранению лужицких языков и культуры лужичан.
Исторические немецкие наименования
- Klix, 1222
- Waltherus de Kluiz, 1282
- Clux, Klucz, 1324
- Klux, 1346
- Clux, 1419
- Klögs, 1499
- Clux, 1534
- Klix, 1630

## Население
Официальным языком в населённом пункте, помимо немецкого, является также верхнелужицкий язык.
Согласно статистическому сочинению «Dodawki k statisticy a etnografiji łužickich Serbow» Арношта Муки в 1884 году в деревне проживало 409 человек (из них — 390 серболужичан (95 %)).
Лужицкий демограф Арношт Черник в своём сочинении «Die Entwicklung der sorbischen Bevölkerung» указывает, что в 1956 году при общей численности в 1048 человек серболужицкое население деревни составляло 51,7 % (из них верхнелужицким языком владело 414 взрослых и 128 несовершеннолетних).
| 1834 | 1871 | 1890 | 1910 | 1925 | 1939 | 1946 | 1950 | 1964 | 1990 |
| ---- | ---- | ---- | ---- | ---- | ---- | ---- | ---- | ---- | ---- |
| 351  | 388  | 372  | 352  | 394  | 806  | 952  | 1058 | 944  | 655  |

## Известные жители и уроженцы
- Ян Кшижан (1880—1959) — серболужицкий писатель и общественный деятель.
- Крышан Бедрих Фабер (1682—1748) — серболужицкий писатель и библиограф.
- Корла Богувер Шеца (1858—1938) — серболужицкий педагог, естествоиспытатель, краевед, писатель и публицист.